# 11431 Karelbosscha
11431 Karelbosscha è un asteroide della fascia principale. Scoperto nel 1971, presenta un'orbita caratterizzata da un semiasse maggiore pari a 3,1476715 UA e da un'eccentricità di 0,1260340, inclinata di 5,87077° rispetto all'eclittica.